# Assane Dioussé
Assane Dioussé El Hadji (Dakar, 20 september 1997) is een Senegalees voetballer die bij voorkeur als defensieve middenvelder speelt. Hij verruilde Empoli in augustus 2017 voor AS Saint-Étienne.

## Clubcarrière
Dioussé werd geboren in de Senegalese hoofdstad Dakar. Hij kwam terecht in de jeugdacademie van Empoli. Op 15 augustus 2015 maakte de linksbenige Senegalees zijn opwachting in de Coppa Italia tegen Vicenza Calcio. Hij speelde de volledige wedstrijd, die Empoli verloor met het kleinste verschil. Acht dagen later debuteerde de defensief ingestelde middenvelder in de Serie A tegen Chievo Verona.

## Clubstatistieken
| Seizoen     | Club             | Competitie  | Competitie | Competitie | Beker | Beker | Internationaal | Internationaal | Totaal | Totaal |
| Seizoen     | Club             | Competitie  | Wed.       | Dlp.       | Wed.  | Dlp.  | Wed.           | Dlp.           | Wed.   | Dlp.   |
| ----------- | ---------------- | ----------- | ---------- | ---------- | ----- | ----- | -------------- | -------------- | ------ | ------ |
| 2015/16     | Empoli           | Serie A     | 15         | 0          | 1     | 0     | —              | —              | 16     | 0      |
| 2016/17     | Empoli           | Serie A     | 33         | 0          | 2     | 0     | —              | —              | 35     | 0      |
| Club totaal | Club totaal      | Club totaal | 48         | 0          | 3     | 0     | 0              | 0              | 51     | 0      |
| 2017/18     | AS Saint-Étienne | Ligue 1     | 4          | 0          | 0     | 0     | —              | —              | 4      | 0      |
| Club totaal | Club totaal      | Club totaal | 4          | 0          | 0     | 0     | 0              | 0              | 4      | 0      |

Bijgewerkt t/m 16 september 2017